# Ciconio
Ciconio is een gemeente in de Italiaanse provincie Turijn (regio Piëmont) en telt 353 inwoners (31-12-2004). De oppervlakte bedraagt 3,2 km², de bevolkingsdichtheid is 110 inwoners per km².

## Demografie
Ciconio telt ongeveer 149 huishoudens. Het aantal inwoners daalde in de periode 1991-2001 met 0,6% volgens cijfers uit de tienjaarlijkse volkstellingen van ISTAT.
| Jaar | Inwoneraantal |
| ---- | ------------- |
| 1991 | 347           |
| 2001 | 345           |

## Geografie
Ciconio grenst aan de volgende gemeenten: San Giorgio Canavese, Ozegna, Rivarolo Canavese, Lusigliè.
1. ↑  https://demo.istat.it/?l=it.